# SGH Galaxy Stars
Los SGH Galaxy Stars (SGホールディングスギャラクシースターズ Esu-Jī Hōrudingusu Gyarakushī Sutāzu?) son un equipo de sóftbol femenino de Japón con sede en Kioto, Kioto. Compiten en la West Division de la Japan Diamond Softball League (JD.League).

## Historia
Los Galaxy Stars fueron fundados en 1986 como equipo de sóftbol de Miki House. El equipo se traspasó a Sagawa (actual SG Holdings) en 2005.
La Japan Diamond Softball League (JD.League) se fundó en 2022, y los Galaxy Stars se unieron a la nueva liga formando parte de la West Division.

## Roster actual
- Actualizado el abril de 2022.[5]

| Posición        | N.º       | Nombre             | Edad      | Altura              | Bateo     | Lanz.     | Notas                                              |
| Jugadoras       | Jugadoras | Jugadoras          | Jugadoras | Jugadoras           | Jugadoras | Jugadoras | Jugadoras                                          |
| --------------- | --------- | ------------------ | --------- | ------------------- | --------- | --------- | -------------------------------------------------- |
| Lanzadoras      | 11        | Akane Namiki       | 29 años   | 168 cm (5 ft 6 in)  | Derecha   | Derecha   |                                                    |
| Lanzadoras      | 15        | Moe Niwa           | 27 años   | 162 cm (5 ft 4 in)  | Izquierda | Izquierda |                                                    |
| Lanzadoras      | 18        | Chisora Mihara     | 26 años   | 166 cm (5 ft 5 in)  | Derecha   | Derecha   |                                                    |
| Lanzadoras      | 21        | Nanami Sugawara    | 22 años   | 165 cm (5 ft 5 in)  | Derecha   | Derecha   |                                                    |
| Lanzadoras      | 29        | Kaia Parnaby       | 34 años   | 170 cm (5 ft 7 in)  | Izquierda | Izquierda | Compitió en los Juegos Olímpicos 2020              |
| Lanzadoras      | 81        | Greta Cecchetti    | 36 años   | 183 cm (6 ft 0 in)  | Derecha   | Derecha   | Compitió en los Juegos Olímpicos 2020              |
| Receptoras      | 8         | Mayu Fujihara      | 25 años   | 159 cm (5 ft 3 in)  | Izquierda | Derecha   |                                                    |
| Receptoras      | 9         | Risa Soma          | 28 años   | 170 cm (5 ft 7 in)  | Derecha   | Derecha   |                                                    |
| Receptoras      | 20        | Marina Yamashina   | 34 años   | 161 cm (5 ft 3 in)  | Derecha   | Derecha   |                                                    |
| Receptoras      | 34        | Erika Piancastelli | 28 años   | 175 cm (5 ft 9 in)  | Derecha   | Derecha   | Compitió en los Juegos Olímpicos 2020              |
| Cuadro interior | 1         | Mako Takahashi     | 27 años   | 163 cm (5 ft 4 in)  | Izquierda | Derecha   |                                                    |
| Cuadro interior | 2         | Akari Yamamoto     | 23 años   | 156 cm (5 ft 1 in)  | Izquierda | Derecha   |                                                    |
| Cuadro interior | 4         | Yuka Okuni         | 26 años   | 160 cm (5 ft 3 in)  | Derecha   | Derecha   |                                                    |
| Cuadro interior | 7         | Yuki Yanase        | 35 años   | 159 cm (5 ft 3 in)  | Derecha   | Derecha   | Jugadora-entrenadora                               |
| Cuadro interior | 10        | Mahiro Takahashi   | 24 años   | 159 cm (5 ft 3 in)  | Derecha   | Derecha   |                                                    |
| Cuadro interior | 16        | Stacey Porter      | 43 años   | 179 cm (5 ft 10 in) | Derecha   | Derecha   | Compitió en los Juegos Olímpicos 2004, 2008 y 2020 |
| Cuadro interior | 17        | Ayami Konishi      | 25 años   | 172 cm (5 ft 8 in)  | Izquierda | Derecha   |                                                    |
| Cuadro interior | 19        | Haruka Matsui      | 29 años   | 155 cm (5 ft 1 in)  | Derecha   | Derecha   |                                                    |
| Jardineras      | 5         | Saki Kogure        | 25 años   | 159 cm (5 ft 3 in)  | Derecha   | Derecha   |                                                    |
| Jardineras      | 25        | Hikari Nakamura    | 30 años   | 156 cm (5 ft 1 in)  | Izquierda | Derecha   |                                                    |
| Jardineras      | 27        | Yuri Tobaru        | 27 años   | 165 cm (5 ft 5 in)  | Derecha   | Derecha   |                                                    |
| Cuerpo técnico  |           |                    |           |                     |           |           |                                                    |
| Mánager         | 30        | Ai Kato            | 41 años   | -                   | -         | -         |                                                    |
| Entrenadores    | 7         | Yuki Yanase        | 35 años   | -                   | -         | -         | Jugadora-entrenadora                               |